# Guapas
Guapas è una telenovela argentina diretta da Daniel Barone e Lucas Gil e prodotta da Pol-ka Producciones per El Trece.
Ha come protagoniste Mercedes Morán, Carla Peterson, Florencia Bertotti, Isabel Macedo e Araceli González. Gli autori sono Leandro Calderone e Carolina Aguirre.

## Trama
Mónica, Mey, Lorena, Laura e Andrea si conoscono durante una protesta davanti alla banca in cui hanno i loro risparmi, finché questa chiude e le cinque donne si vedono disintegrare i loro sogni e i loro progetti: il ristorante di Mónica fallisce, Lorena non riesce a comprare una nuova casa, il patrimonio familiare di Mey si disperde e il desiderio di Laura di crescere famiglia si conclude, così come per Andrea e suo marito che perdono tutto il loro denaro.
Sette anni dopo, le cinque sono diventate molto amiche, ma non sono riuscite ancora a risollevarsi da quella perdita. Dovranno affrontare nuove avventure nella loro vita che le aiuteranno a superare gli ostacoli e le paure.

## Produzione

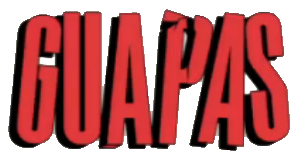
Logo della serie

L'idea iniziale risale al 2011, ma il progetto fu accantonato poco dopo.
Nell'agosto del 2013 il produttore Adrián Suar torna a parlare di questa serie, annunciandola come serie televisiva del prime time argentino 2014, in realtà si trasformerà in una telenovela. Le cinque attrici inizialmente selezionate sono: Julieta Díaz, Erica Rivas e invece la Macedo, Peterson e González vengono confermate anche nel cast definitivo; viene affermato anche che le riprese dovrebbero incominciare tra il febbraio e il marzo dell'anno successivo.
Nel gennaio del 2014 cambiano alcuni membri: al posto della Rivas e della Díaz troviamo Florencia Bertotti e Mercedes Morán. Inoltre, vengono resi noti altre persone del cast: gli attori Dady Brieva, Mike Amigorena, Rafael Ferro, Mauricio Dayub, Esteban Lamothe e anche gli autori e i registi.
Le registrazioni iniziano il 3 febbraio 2014. Sono previste 120 episodi da registrare entro il 30 luglio che vengono poi allungati di quindi giorni e infine fino ad agosto. Il 12 marzo viene presentato il cast al pubblico in uno degli studi del canale alla presenza degli attori dello sceneggiato e il programma comincia la programmazione il 17 dello stesso mese su Canal 13. La sigla è cantata da Fabiana Cantilo con testo scritto da Florencia Bertotti.
Visti i buoni risultati di audience, la trasmissione viene prolungata fino al gennaio del 2015. Nonostante ciò, la Morán lascia le riprese alla fine di agosto 2014 per altri lavori già concordati, così come per la Bertotti in quanto non rinnova il contratto per dedicarsi maggiormente alla sua famiglia e alla sua marca di vestiti. Vengono rimpiazzate da Muriel Santa Ana e Inés Estevez. Di conseguenza, gli episodi passano da 120 a 180/185. In totale risultano 174 puntate che concludono la programmazione il 9 gennaio 2015.

### Ascolti
La serie debutta con 16.1 punti, diventando la più seguita nella fascia oraria delle ore 23 della giornata ed è riuscita ad essere la più vista del canale. Rispetto a tutti gli altri programmi argentini, nello stesso giorno, viene superato solamente da Historias de corazón che ha raggiunto 19.1. Il picco maggiore di Guapas è di 16.3.
Il giorno successivo perde 2.5 punti, arrivando a 13.6, vincendo nuovamente nella fascia oraria ed essendo il terzo più visto della giornata. Il terzo giorno diminuisce a 11.9, così come per il quarto con 11.4 non arrivando nei primi 5 più visti del giorno. Il rating mensile è comunque di 13.0 che aumenta nell'aprile di 0.7 punti, nel giugno diventato 14.6 arrivando spesso nella "top cinque" dei canali più visti della giornata.
In Paraguay, ha raggiunto, nella puntata del 25 aprile 1.8 punti.
La maggior parte degli attori della serie hanno un proprio account Twitter a nome dei loro personaggi che hanno raggiunto quasi centomila follower.

## Personaggi e interpreti
- Mónica Duarte, interpretata da Mercedes Morán.
- María Emilia "Mey" García del Río, interpretata da Carla Peterson.
- Lorena Giménez, interpretata da Florencia Bertotti.
- Laura Luna, interpretata da Isabel Macedo.
- Andrea Luna, interpretata da Araceli González.
- Mario "Tano" Manfredi, interpretato da Dady Brieva.
- Federico Müller, interpretato da Mike Amigorena.
- Francisco Laprida, interpretato da Rafael Ferro.
- Pablo González, interpretato da Esteban Lamothe.
- Alejandro Rey, interpretato da Mauricio Dayub.
- Rubén D'Onofrio, interpretato da Alberto Ajaka.
- Cinthia Miguens, interpretata da Natalie Pérez.
- Ignacio Lynch, interpretato da Dan Breitman.
- Débora Spritz, interpretata da Vivian El Jaber.
- Natalia Diez, interpretata da Mercedes Scápola.
- Mateo Manfredi, interpretato da Franco Bruzzone.
- Blanca, interpretata da Dalia Elnecavé.
- Flavia, interpretata da Paula Kohan.
- Marina, interpretata da Melania Lenoir.
- Claudia, interpretata da Valeria Lois.
- Eduardo González, interpretato da Martín Buzzo.
- Norma Pérez, interpretata da Gaby Ferreiro.
- Catalina Rey, interpretata da Sofía González Gil.
- Guillermo Intebi, interpretato da Ezequiel Campa.
- Eduardo González, interpretato da Martín Buzzo.
- Juan Cardale, interpretato da Gerardo Otero.
- Ernesto, interpretato da Federico Olivera.
- Gabriel, interpretato da Juan Ignacio Silva.
- Elisa, interpretata da Natalia Cociuffo.
- Coco Luna, interpretato da Alberto Fernández de Rosa.
- Estela, interpretata da Roxana Randon.
- Hernán Manfredi, interpretato da Juan Grandinetti.
- Amalia, interpretata da Marilú Marini.
- José Pablo García del Río, interpretato da Javier De Nevares.
- Federica Goldman, interpretata da Andrea Bonelli.
- Paula Peyrano, interpretata da Natalia Figueiras.
- Ivana, interpretata da Paloma Contreras.
- Alejandra Rey, interpretata da Fabiana Cantilo.
- Leonardo Zavala, interpretato da Nicolás Repetto.
- Esmider, interpretato da Carlos Defeo.
- Silvia «Silvita» Torrese interpretata da Inés Estévez.
- Reina Suárez «La reina del Chalet» interpretata da Muriel Santa Ana.
- Oscar Falcón interpretato da Alfredo Casero.
- Javier «Facha» Salvatierra interpretato da Adrián Suar.
- Mariano interpretato da Rafael Spregelburd.
- Sol Rodríguez Alcorta interpretata da Julieta Zylberberg.
- Carlos Braverman interpretato da Carlos Belloso.
- Amica di Catalina interpretata da Thelma Fardín.
- Dr. Müller interpretato da Carlos Mena.

## Puntate
La serie è composta da un'unica stagione.
| Stagione       | Puntate | Prima TV Argentina |
| -------------- | ------- | ------------------ |
| Prima stagione | 174     | 2014-2015          |

## Premi e candidature
- 2015 - Premio Martín Fierro[28][29]
  - Vinto - Martin Fierro d'oro.
  - Vinto - Miglior fiction giornaliera.
  - Vinto - Miglior attrice protagonista in fiction giornaliera a Carla Peterson.
  - Vinto - Miglior attore di reparto a Alberto Ajaka.
  - Vinto - Rivelazione a Dan Breitman.
  - Vinto - Miglior regista a Daniel Barone e Lucas Gil.
  - Vinto - Miglior autore/librettista a Leandro Calderone e Carolina Aguirre.
  - Vinto - Miglior sigla a Fabiana Cantilo per Guapas.
  - Nomination - Miglior attrice protagonista in fiction giornaliera a Araceli González.
  - Nomination - Miglior attrice protagonista in fiction giornaliera a Isabel Macedo.
  - Nomination - Miglior attrice protagonista in fiction giornaliera a Mercedes Morán.
  - Nomination - Miglior attrice di reparto a Julieta Zylberberg.

## Distribuzioni internazionali
| Paese     | Canale/i | Data uscita   | Titolo nel paese | Fonte  |
| --------- | -------- | ------------- | ---------------- | ------ |
| Argentina | El Trece | 17 marzo 2014 | Guapas           | [ 30 ] |
| Paraguay  | Unicanal | 17 marzo 2014 | Guapas           | [ 31 ] |
| Uruguay   | 2014     | Teledoce      | Guapas           | [ 32 ] |

## Accoglienza
La serie è stata accolta positivamente dalla critica e anche dal pubblico, debuttando con 16.1 punti, diventando la più seguito nella fascia oraria delle ore 23 della giornata ed è riuscita ad essere la più visto del canale. Rispetto a tutti gli altri programmi argentini, nello stesso giorno, viene superato solamente da "Historias de corazón" che ha raggiunto 19.1.
La giornalista Silvina Lamazares del quotidiano Clarín ha intitolato un articolo: "Guapas: divina commedia" e a suo riguardo afferma: "personaggi pittoreschi, buone recitazioni e una regia cinematografica sono state le chiavi del primo episodio. Brilla Mercedes Morán". L'attore e umorista argentino Dady Brieva che nella serie interpreta Mario scrisse un tweet sul suo profilo Twitter criticando la produzione di Guapas in quanto è prodotta con molta vertigine. A sua risposta, Carolina Aguirre, ideatrice della fiction, rispose: "il silenzio come risposta a tutto". La telenovela è stata inoltre polemizzata dall'attrice Carla Peterson per la collocazione oraria in quanto è troppo tardi, ma Adrián Suar disse che gli argentini alle 23 sono ancora davanti alla televisione. La produttrice Cris Morena commenta: "[Florencia Bertotti] la vedo meravigliosa in tele. [...] però in Guapas sta facendo Floricienta", chiaro riferimento alla controversia avuta nel 2010 tra Morena e l'attrice.
La serie fu criticata fortemente sia a livello giornalistico che sulle reti sociali per una scena in cui Dady Brieva e Mercedes Morán fumano marijuana. Questa parte di episodio fu ideata in favore alla legalizzazione della cannabis. L'oppositore principale è il conservatore Eduardo Feinmann che ha dedicato un servizio apposito nel programma "C5N". Nell'agosto del 2014 è stata attaccata per una scena in cui Lorena perde la madre in un incidente ferroviario in cui muoiono 20 persone. La situazione è stata paragonata all'accaduto reale del 22 febbraio 2012 quando persero la vita più di 50 persone nelle stesse circostanze alla stazione di Once e una delle madri delle vittime ha commentato: "non era necessario, solo per avere un punto in più di rating".